# Metrica indotta
In matematica e in fisica teorica, la metrica indotta è il tensore metrico definito su di una sottovarietà che è calcolato a partire dal tensore metrico definito su una  varietà più ampia in cui la sottovarietà è immersa.
La metrica indotta può essere calcolata usando la seguente formula:
{\displaystyle g_{ab}=\partial _{a}X^{\mu }\partial _{b}X^{\nu }g_{\mu \nu }(X^{\alpha })\ }
Dove {\displaystyle a,b\ } sono gli indicati delle coordinate {\displaystyle \xi ^{a}\ } della sottovarietà, mentre le funzioni {\displaystyle X^{\mu }(\xi ^{a})\ } delle coordinate {\displaystyle \xi ^{a}\ } identificano la superficie dello spazio tangente in una varietà con più dimensioni descritta dalle coordinate {\displaystyle \mu ,\nu \ }.
Si osservi che si è usata la convenzione di Einstein sugli indici ripetuti nelle sommatorie.

## Definizione di tensore metrico
In matematica, e più precisamente in geometria differenziale, un tensore metrico è un campo tensoriale che caratterizza la geometria di una varietà. Tramite il tensore metrico è possibile definire le nozioni di distanza, angolo, lunghezza di una curva, geodetica, curvatura.

### Definizioni

#### Prodotto scalare non degenere in ogni punto
Un tensore metrico è un campo tensoriale {\displaystyle g} definito su una varietà differenziabile, di tipo {\displaystyle (2,0)}, simmetrico e non degenere in ogni punto.
Il tensore definisce quindi in ogni punto un prodotto scalare non degenere fra i vettori dello spazio tangente nel punto.

#### Coordinate
Un tensore è indicato in coordinate come {\displaystyle g_{ij}}. Per ogni punto {\displaystyle x} della varietà, fissato una carta locale, il tensore in {\displaystyle x} è rappresentato quindi da una matrice simmetrica {\displaystyle g_{ij}(x)} con determinante diverso da zero. Come tutti i campi tensoriali, la matrice cambia in modo differenziabile al variare di {\displaystyle x} all'interno della carta.

#### Segnatura
Poiché il determinante non si annulla mai, la segnatura della matrice {\displaystyle g_{ij}(x)} è la stessa per ogni {\displaystyle x} se la varietà è connessa.
Se la segnatura è di tipo {\displaystyle (n,0)}, cioè se il prodotto scalare è ovunque definito positivo, il tensore induce una metrica sulla varietà, che è quindi chiamata varietà riemanniana. Se il tensore non è definito positivo, la varietà è detta pseudo-riemanniana.
Le varietà riemanniane sono le più studiate in geometria differenziale. Localmente, una varietà riemanniana è simile ad uno spazio euclideo, benché possa essere globalmente molto differente. D'altro canto, lo spaziotempo nella relatività generale è descritto come una particolare varietà pseudoriemanniana, con segnatura {\displaystyle (1,3)}. Una tale varietà è localmente simile allo spaziotempo di Minkowski.

### Varietà immersa
Sia {\displaystyle X} una varietà differenziabile in {\displaystyle \mathbb {R} ^{n}}. Il tensore metrico euclideo induce un tensore metrico su {\displaystyle X}: si tratta dello stesso prodotto scalare, ristretto in ogni punto di {\displaystyle X} al sottospazio dei vettori tangenti a {\displaystyle X}. Poiché il tensore euclideo è definito positivo, lo è anche il tensore indotto, e quindi ogni varietà immersa in {\displaystyle \mathbb {R} ^{n}} ha una struttura di varietà riemanniana.
Ad esempio, il tensore indotto sulla sfera, scritto in coordinate sferiche {\displaystyle (\theta ,\phi )}, è dato da
{\displaystyle g=\left[{\begin{array}{cc}1&0\\0&\sin ^{2}\theta \end{array}}\right]}
e può essere riassunto nella forma
{\displaystyle ds^{2}=d\theta ^{2}+\sin ^{2}\theta \,d\phi ^{2}.}

## Spaziotempo di Minkowski
Lo spaziotempo di Minkowski è lo spazio {\displaystyle \mathbb {R} ^{4}} dotato del tensore
{\displaystyle g={\begin{bmatrix}-c^{2}&0&0&0\\0&1&0&0\\0&0&1&0\\0&0&0&1\end{bmatrix}}\ }
che può essere riassunto nella forma
{\displaystyle ds^{2}=-c^{2}dt^{2}+dx^{2}+dy^{2}+dz^{2}.}
La costante {\displaystyle c} è la velocità della luce.

## Indici di un tensore

### Tensore metrico coniugato
Al tensore metrico {\displaystyle g_{ij}} è associato un analogo tensore di tipo {\displaystyle (0,2)}, denotato con la stessa lettera ma con gli indici in alto {\displaystyle g^{ij}}. Il tensore è definito in coordinate come la matrice inversa di {\displaystyle g_{ij}} (questa definizione non dipende dalla scelta delle coordinate; in alcuni contesti si effettua anche la trasposta). Questo tensore è detto a volte tensore metrico coniugato. La relazione fra i due tensori può essere scritta nel modo seguente:
{\displaystyle g_{\nu \mu }g^{\mu \gamma }=\delta _{\nu }^{\gamma }}
scritta con la notazione di Einstein, dove il tensore {\displaystyle \delta } è la delta di Kronecker definita da
{\displaystyle \delta _{\nu }^{\gamma }={\begin{cases}1&\mathrm {se} \ \nu =\gamma \\0&\mathrm {altrimenti} \end{cases}}}

### Alzamento e abbassamento di indici
Un tensore metrico, oltre ad introdurre concetti geometrici come lunghezze e angoli, permette di semplificare alcune notazioni e strutture. Tramite il tensore è possibile identificare gli spazi tangente e cotangente di una varietà.
Più in generale, il tensore metrico può essere utilizzato per "abbassare" o "alzare" gli indici a piacimento in un tensore, trasformando ad esempio vettori in covettori e viceversa. Questo viene fatto contraendo opportunamente con i tensori {\displaystyle g_{ij}} e {\displaystyle g^{ij}}. Ad esempio, un vettore {\displaystyle A^{\mu }} viene trasformato in un covettore 
{\displaystyle A_{\nu }=g_{\nu \mu }A^{\mu }.}
Alternativamente, 
{\displaystyle A^{\mu }=g^{\mu \gamma }A_{\gamma }.}